# Suytik
Suytik är en ort i Mexiko.   Den ligger i kommunen Larráinzar och delstaten Chiapas, i den sydöstra delen av landet, 700 km öster om huvudstaden Mexico City. Suytik ligger 2 001 meter över havet och antalet invånare är 223.
Terrängen runt Suytik är huvudsakligen kuperad, men norrut är den bergig. Runt Suytik är det ganska tätbefolkat, med 166 invånare per kvadratkilometer. Närmaste större samhälle är San Cristóbal de las Casas, 19,4 km sydost om Suytik. Omgivningarna runt Suytik är en mosaik av jordbruksmark och naturlig växtlighet.